# Unidad de Vencedores Electorales
Unidad de Vencedores Electorales (UVE) fue un partido político de Venezuela, ubicado dentro de la izquierda socialista. Fue fundado en 2005 para participar como plataforma de la Alianza del Cambio Revolucionario que agrupaba los partidos a favor de Hugo Chávez. La presidencia de este partido la ejerció Miguel Gerónimo González y la Vicepresidencia la ejerció Eduardo Hernández.
Apenas fundado el partido, los factores opositores venezolanos reclamaron la ilegalidad de la organización, ya que a su juicio se trataba de una dualidad entre el Movimiento V República (MVR) y UVE, un mismo partido con dos nombres, compartiendo inclusive el mismo símbolo ambas organizaciones políticas pero con colores diferentes. Miembros del Consejo Nacional Electoral (CNE) dijeron que UVE guardaba denominación fonéticamente idéntica a la organización Unidad de Batalla Electoral (UBE), por lo cual el caso debía ser estudiado, pero luego se tomó la decisión de aceptar el nombre de la organización.[cita requerida]
En las elecciones municipales para elegir a concejales y miembros de juntas parroquiales la tarjeta de UVE fue utilizada para los 2.998 candidatos nominales nominales, mientras que la tarjeta del MVR se insertaron los candidatos por lista, UVE se convirtió en el partido con mayor número de postulaciones ante el CNE con el 7,7% del total de aspirantes.
Para las elecciones parlamentarias de 2005, la Unidad de Vencedores Electorales volvió a presentar candidaturas y a generar polémicas en los sectores opositores.[cita requerida] en esa oportunidad obtuvieron cuatro diputados a la Asamblea Nacional de Venezuela pero apenas instalada la cámara los nuevos parlamentarios se identificaron con el MVR que para 2007 se transformó en Partido Socialista Unido de Venezuela (PSUV). Luego en las elecciones presidenciales de 2006, UVE no presentó candidatos y se mantuvo fuera de la política hasta 2008 cuando se anuncia que se utilizaría la técnica de las "morochas" nuevamente para las elecciones regionales de ese año por lo cual la organización fue renovada en el CNE.
En la actualidad, el partido prácticamente ha dejado de existir. 

## Resultados

### Elecciones parlamentarias
| Elección | Diputados | +/- |
| 2005     | 4/167     | 4   |